# Schistidium domingense
Schistidium domingense là một loài Rêu trong họ Grimmiaceae. Loài này được (Spreng.) Brid. mô tả khoa học đầu tiên năm 1826.